# Pleopeltis trindadensis
Pleopeltis trindadensis é uma espécie de planta do gênero Pleopeltis e da família Polypodiaceae. É endêmica da Ilha de Trindade.

## Taxonomia
A espécie foi descrita em 2009 por Alexandre Salino.
O seguinte sinônimo já foi catalogado:
- Polypodium trindadense  Brade

## Forma de vida
É uma espécie rupícola e herbácea.

## Descrição
Planta rupícola. Caule curto-reptante com escamas castanha, ovado-lanceolada com ápice atenuado e margem denteada. Ela tem folhas 30 a 42cm de comprimento, pinatífida a pinada. Possui pecíolo curto, escamoso com escamas castanha a castanha-escuras, lanceoladas, com ápice acuminado e margem denteada. Lâmina linear-lanceolada com base truncada. Raque escamosa, escamas castanha a castanha-escuras, lanceoladas, com ápice acuminado e margem denteada. Pinas com 18 a 27 pares com aurícula e aeróforo, linear-oblonga com ápice arredondado a atenuado, margem verde e inteira. Face adaxial densamente escamosa, escamas castanha a castanha-escuras, lanceoladas, com ápice acuminado e margem denteada. Face abaxial densamente escamosa, escamas castanha a castanha-escuras, lanceoladas, com ápice acuminado e margem denteada. Soros com 13 pares superficiais e medianos.
| Caule                   | Caule             |
| ----------------------- | ----------------- |
| tipo reptante           | curto             |
| indumento escama tipo   | não clatrada      |
| indumento escama cor    | concolor          |
| indumento escama forma  | lanceolada        |
| indumento escama ápice  | acuminado         |
| indumento escama margem | denteada          |
| Folha                   |                   |
| divisão                 | pinatifida/pinada |
| peciolada               | pecíolo curto     |
| forma lâmina            | lanceolada        |
| ápice lâmina            | pinatifida        |
| venação                 | areolada          |
| Tipo de esporângio      |                   |
| soro posição            | mediano           |
| soro forma              | arredondada       |

## Conservação
A espécie faz parte da Lista Vermelha das espécies ameaçadas do estado do Espírito Santo, no sudeste do Brasil. A lista foi publicada em 13 de junho de 2005 por intermédio do decreto estadual nº 1.499-R.

## Distribuição
A espécie é encontrada no domínio fitogeográfico de Mata Atlântica, em regiões com vegetação de vegetação sobre afloramentos rochosos.